# أحمد سراجي
أحمد سورادجي (10 يناير 1949 - 10 يوليو 2008)، المعروف أيضًا باسم دوكون إيه إس، ونسيب كليوانج، وداتوك مارينجي، هو قاتل متسلسل إندونيسي اعترف بقتل 42 فتاة وامرأة بين عامي 1986 و1997. تم خنق ضحايا سورادجي، الذين تتراوح أعمارهم بين 11 و30 عامًا، بعد دفنهم في الأرض حتى خصورهم كجزء من طقوس. كان يدفن ضحاياه في مزرعة قصب السكر بالقرب من منزله ورؤوسهم متجهة نحو منزله، وهو ما كان يعتقد أنه سيعطيه قوة إضافية. 

## خلفية
عاش أحمد سوراجي في ميدان ، العاصمة وأكبر مدينة في مقاطعة سومطرة الشمالية بإندونيسيا. كان يعمل كمربي للماشية وكدوكون، وهي فئة من الشامان يشتهرون بامتلاك قوى خارقة للطبيعة. كان عملاء سوراجي في أغلب الأحيان من النساء اللاتي يطلبن إرشاداته حول كيفية العثور على الحظ السعيد أو الحفاظ على جمالهن. وقال سوراجي إن والده المتوفى زاره في المنام عام 1986 وأمره بقتل 72 امرأة كجزء من طقوس السحر الأسود.

## جرائم القتل
في 24 أبريل 1997، طلبت سري كمالا ديوي البالغة من العمر 21 عامًا من سائق عربة الريكشا البالغ من العمر 15 عامًا والذي يدعى أندرياس أن يأخذها إلى "داتوك". طلبت منه أن يبقي الأمر سراً ولا تطلب منه أن يلتقطها أبدًا. بعد ثلاثة أيام، عثر رجل على جثة ديوي عارية ومتحللة في حقل قصب السكر، ثم قام مجموعة من الأشخاص بحفرها ثم اتصلوا بالشرطة. أبلغ أندرياس الشرطة وعائلة ديوي أنه تركها في منزل سوراجي قبل ثلاثة أيام، ولذلك زارت الشرطة سوراجي لاستجوابه بشأن ذلك. ورغم أنه نفى في البداية أي علاقة له بوفاة ديوي، إلا أن الشرطة عثرت على حقيبتها وفستانها وسوارها في منزله. تم القبض عليه لاحقًا في 30 أبريل 1997. أثناء الاستجواب، اعترف سورادجي في النهاية بقتل ديوي، لكنه كشف أيضًا أنه قتل ما يصل إلى 42 فتاة بنفس الطريقة، وكان لا بد من إجراء حفريات في حقل قصب السكر حيث تم العثور على جثة ديوي. خلال العملية، تم استخراج 42 جثة، بعضها تحلل إلى درجة أنه لم يعد من الممكن التعرف عليها.
قال للشرطة إنه رأى حلمًا في عام 1986 حيث طلب منه شبح والده أن يشرب لعاب 72 امرأة شابة ميتة حتى يتمكن من أن يصبح معالجًا صوفيًا. اعتقد سوراجي أن الأمر سيستغرق وقتًا طويلاً لمواجهة 72 امرأة توفيت لأسباب طبيعية، لذلك قرر تسريع العملية عن طريق القتل. بصفته ساحرًا أو دوكون، كان هناك تدفق مستمر من النساء يزورنه بالفعل للحصول على خدمات مختلفة مثل النصائح الروحية، أو العناصر التي يمكن أن تزيد من جمالهن أو ثروتهن، أو لكي يلقي سوراجي تعويذة على أزواجهن لمنعهم من الخيانة. ثم يأخذهم إلى حقل قصب السكر القريب ويدفنهم حتى الخصر، مدعيًا أن ذلك جزء من الطقوس. ثم يقوم بخنق ضحاياه حتى الموت ثم يشرب لعابهم. بعد ذلك يقوم بنزع الملابس عن أجسادهم لتسريع عملية التحلل، ثم يقوم بدفنهم بالكامل مع توجيه رؤوسهم نحو منزله. صرح سوراجي للشرطة بما يلي:
لم ينصحني والدي على وجه التحديد بقتل الناس. لذلك كنت أفكر، سيستغرق الأمر وقتًا طويلاً إذا اضطررت إلى الانتظار حتى أحصل على سبعين امرأة. كنت أحاول الوصول إليه بأسرع ما يمكن، أخذت مبادرتي الخاصة للقتل.

## المحاكمة
بدأت المحاكمة في 11 ديسمبر/كانون الأول 1997، بتوجيه تهمة إليه مكونة من 363 صفحة؛ وأصر سوراجي على براءته. كما تم القبض على زوجاته الثلاث - جميعهن أخوات - بتهمة المساعدة في جرائم القتل والمساعدة في إخفاء الجثث. تمت محاكمة إحدى زوجاته، توميني، باعتبارها شريكة له. وزعموا أنهم اعترفوا تحت التعذيب على يد الشرطة. وقد أدانته هيئة مكونة من ثلاثة قضاة في محكمة لوبوك باكام في 27 أبريل/نيسان 1998. حكم عليه بالإعدام رميا بالرصاص. وتعالت هتافات الحشد الكبير في قاعة المحكمة عند قراءة الحكم. وتجمع أكثر من 100 شخص في قاعة المحكمة الصغيرة، في حين تابع عدد مماثل من الأشخاص الإجراءات في الخارج على شاشة التلفزيون. وحُكم على زوجة سورادجي، توميني، بالإعدام أيضًا بتهمة المساعدة في جرائم القتل، لكن عقوبتها تم تخفيفها لاحقًا إلى السجن مدى الحياة.

## الموت
حُكم عليه بالإعدام رمياً بالرصاص وتم تنفيذ الحكم به في 10 يوليو 2008، بعد صدور حكم الإعدام في الأسبوع السابق.